# Magdalena Tul

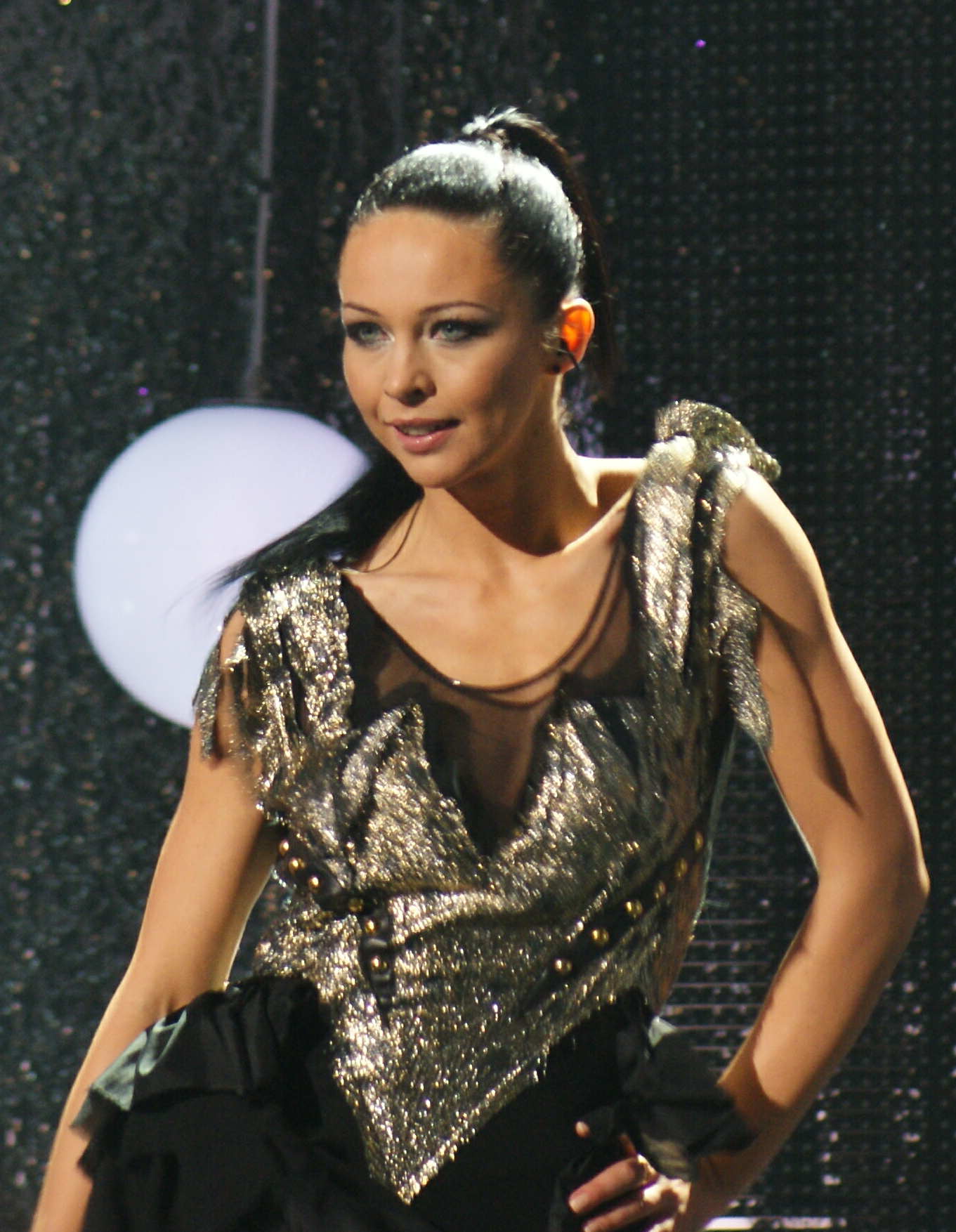
Magdalena Tul.

Magdalena Ewa Tul (nascida em 1980 em Gdansk, Polónia) - é uma cantora pop polaca. Em fevereiro de 2011 foi escolhida como representante da Polónia no Festival Eurovisão da Canção no Festival Eurovisão da Canção 2011 com o tema "Jestem" ficando em último na primeira semifinal da competição com apenas 18 pontos.

## Discografia

### Álbuns
- V.O.H. - The Victory Of Heart

### Singles
- Full Of Life (2004)
- Idź swoją drogą (2005)
- Find The Music (2006)
- Tryin' (2007)
- Nie ma jej (2010)
- Jestem (2010)